# Dési Illés
Dési Illés, Deutsch Illés (Budapest, 1931. november 12. – Budapest, 2018. január 3.) orvos, toxikológus, egyetemi tanár, az orvostudományok kandidátusa (1965), doktora (1979).

## Életpályája
Deutsch Imre (1896–1944) urológus és Adler Anna (1899–1994) fogorvos fiaként született. Nagyapja Adler Illés (1868–1924) főrabbi. A Hollán utcai elemi iskolában tanult, majd a budapesti Állami Berzsenyi Dániel Gimnáziumban érettségizett. 1950 és 1956 között a Budapesti Orvostudományi Egyetem hallgatója volt. A Veszprémi Vegyipari Egyetemen műszaki doktori diplomát és környezetvédelmi szakmérnöki oklevelet szerzett (1974–1976). 1959-ben laboratóriumi szakorvosi, illetve üzemorvosi, 1980-ban patofiziológiai és elektroenkefalográfiai szakvizsgát tett. 1984-ben toxikológiai képesítést nyert. 1965-ben WHO-ösztöndíjas, 1971-ben magyar állami ösztöndíjas volt. Számos tanulmányutat tett.
1956 és 1969 októbere között a Budapesti Orvostudományi Egyetem Kórélettani Intézetének adjunktusa, 1969 és 1984 között az Országos Közegészségügyi Intézet Toxikológiai és DDD Osztályának, majd 1971-ben a Higiénés Biológiai Főosztályának vezetője, 1984 és 1994 között a Szegedi Orvostudományi Egyetem Közegészségtani és Járványtani (Népegészségtani) Intézetének tanszékvezető egyetemi tanára. 2001-től a Szegedi Tudományegyetem professor emeritusa.
Házastársa, Gergely Anikó szerkesztő, fordító. Gyermekei: Dési János és Dr. Dési András György.

### Akadémiai tisztségek
Az MTA Megelőző Orvostudományi Bizottságának tagja és MTA közgyűlési doktori képviselő volt. MAB Orvostudományi Bizottság tagja 2001–2006 között. A Magyar Higiénikusok Társasága folyóiratának, az „Egészségtudomány” című folyóirat felelős szerkesztője volt. Az Országos Doktori Tanács tagja emeritus professzorként.
Dési Illés professzor 80. születésnapja alkalmából az MTA Szegedi Akadémiai Bizottsága és a Szegedi Tudományegyetem ÁOK Népegészségtani Intézete 2011. december 7-én tudományos ülést szervezett. Az itt elhangzott előadásokat az Egészségtudomány című szaklap 2012. évi 3. számában tette közzé.

### Kutatási területe
Közegészségtan, toxikológia, neurotoxikológia. Peszticidek, műanyagok kis, még subklinikus dózisai korai hatásának kimutatása neurofiziológiai EEG, EMG, magatartási, immun és genetikai módszerekkel. A mezőgazdaságban alkalmazott peszticidek kis mennyiségei által kiváltott korai toxikus hatások felismerése és elhárítása, érzékeny idegrendszeri (neurofiziológiai és magatartási), immunrendszeri és genetikai vizsgálatok segítségével, kísérleti állatokban és Csongrád megyei növényvédelmi munkásokban.

## Főbb művei
- A titokzatos agy (Medicina Kiadó, 1968; német és cseh nyelven is)
- Általános toxikológia. Erdős Gyulával. (2. kiadás, Budapest, 1983)
- Munkavédelem, munkahigiéné. Nagymajtényi Lászlóval, Vetró Gáborral. (Budapest, 1985)
- Népegészségtan. Tankönyv, 1995, 1998
- Környezetegészségtan (JGYTF Kiadó, 1995)
- 105 idegen nyelvű közleményt publikált nemzetközi folyóiratokban, 163 közleményt magyar nyelvű folyóiratokban, 21 idegen nyelvű, 19 magyar könyvrészlet szerzője.[7]
- Kongresszusokon 106 idegen nyelvű, 325 magyar nyelvű előadást tartott. A közlemények és előadások tárgya a kutatómunkájának eredménye.

## Díjai, elismerései
- MTA Veszprémi Akadémia Bizottság pályadíja: “Balaton szennyezés" (1975)
- MTA Pályadíj: “Peszticid toxikológia" (1974), “Peszticidek toxikológiai vizsgálata" (1983)
- “A Magyar Vöröskereszt Kiváló Dolgozója" (1960)
- Árvízvédelemért Kitüntetés (1970)
- Miniszteri dicséret a recski tífuszjárvány leküzdéséért (1975)
- Fodor József-emlékérem (1987)

## Tagságai
- Az MTA Megelőző Orvostudományi Bizottság tagja
- az MTA Szegedi Akadémiai Biz. Környezet-egészségügyi Munkabizottság elnöke
- a Magyar Földrajzi Társaság Orvosföldrajzi Szekció elnöke
- Egészségügyi Minisztérium Közegészségügyi, Munkaegészségügyi, Társadalomorvostani Kollégiumok tagja
- a Magyar Higiénikusok Társaságának vezetőségi tag
- több nemzetközi szakmai társaság tagja
- nemzetközi és hazai szakmai folyóiratok szerkesztőbizottsági tagja
- A WHO Kémiai Nemzetközi Biztonsági Programja (IPCS) szakértője
- a SZOTE Népegészségügyi Intézetben működő IPCS Együttműködési Központ igazgatója
- A Csongrád Megyei Kis Ferenc Természetvédelmi Egyesület elnöke

## Nevesebb tanítványai
- Surján László
- Chatel Rudof tanszékvezető egyetemi tanár, SOTE, prof.
- Zelles Tivadar Orálbiológiai tsz. ig., SOTE, prof.
- Szende Béla Pathológiai Int. ig., SOTE.